# Bom Viver
Bom Viver és una localitat de São Tomé i Príncipe. Es troba al districte de Pagué, al nord de l'illa i Regió Autònoma de Príncipe, just a l'oest de la badia. La seva població era de 300 (2008 est.).

## Evolució de la població
| 2001 | 2008 |
| 263  | 300  |